# Jean-François Gayraud
Pour les articles homonymes, voir Gayraud.
Jean-François Gayraud, né en 1964, est un commissaire général de la police nationale française.

## Biographie

### Jeunesse et études
Jean-François Gayraud est diplômé de l'Institut d'études politiques de Paris (service public), ainsi que de l'Institut de criminologie de Paris et du Centre des hautes études sur l'Afrique et l'Asie modernes (CHEAM). Il est docteur en droit de l'université Panthéon-Assas en 1990, 
Il est auditeur diplômé de l'Institut national des hautes études de la Sécurité et de la Justice (INHESJ) et du Centre des hautes études du ministère de l'Intérieur (CHEMI).
Il est ancien élève de l'École nationale supérieure de la Police (ENSP, Saint-Cyr-au-Mont-d'Or).

### Parcours professionnel
Il a initié une nouvelle réflexion sur le crime à partir de la géopolitique, afin de donner corps à une « géopolitique et à une géoéconomie du crime ». Ses travaux portent en particulier sur l'articulation entre phénomènes criminels (en cols blancs et autres) et crises financières nées de la dérégulation des marchés.
Il est intervenu devant la commission spéciale du Parlement européen sur « la criminalité organisée, la corruption et le blanchiment de capitaux ».
A l'été 2023, il prend la direction de l'Académie du Renseignement.
Il est lauréat du prix Giovanni-Falcone qui lui a été décerné en 2014 par le Conseil de l'Europe et la ville de Strasbourg. Il est fait chevalier de la Légion d'honneur le 1er janvier 2016 et est titulaire des Palmes académiques depuis la même année (chevalier en 2016 ; puis officier en 2021).

## Œuvres

### Livres
- La dénonciation, PUF, Paris, 1995.
- Le vol, avec David Sénat, PUF, Paris, 2001.
- Le terrorisme, avec David Sénat, PUF, Paris, 2002 et 2006.
- Le monde des mafias : géopolitique du crime organisé, Odile Jacob, Paris, 2005. Réédition en format poche en 2008. Traduit en italien (Divorati dalla mafia, Elliot Edizione, 2010) et en espagnol (El G9 de la mafias en el mundo, Ediciones Urano, 2007)
- Showbiz, people et corruption, Odile Jacob, Paris, 2009.
- La grande fraude : crime, subprimes et crises financières, Odile Jacob, Paris, 2011[5].
- Le renseignement criminel, avec François Farcy, CNRS éditions, 2011. Réédition en format poche en 2014.
- Géostratégie du crime, avec François Thual, Odile Jacob, 2012. Traduit en russe (Геостратегия преступности, éditions KNT, 2014).
- L'Art de la guerre financière, Odile Jacob, 2016.
- (it) I Nuovi Orizzonti del Crimine Organizzato, avec Jacques de Saint-Victor, Edizioni di storia e studi sociali, 2013.
- Le nouveau capitalisme criminel, Odile Jacob, 2014, 350 p[6]. Réédition 2025 en format poche, avec une nouvelle préface.
- (it) Colletti Criminali. L'intreccio perverso tra mafie e finanze, Castelvecchi, 2014.
- L'art de la guerre financière, Odile Jacob, 2016.
- Théorie des hybrides : terrorisme et crime organisé, CNRS éditions, 2017.
- La Mafia et la Maison-Blanche, Plon, 2023.
- Les sociétés du silence. L'invisibilité du crime organisé, Fayard, 2025.

### Ouvrages collectifs
- Histoires ordinaires de fraudes, Eyrolles, Éditions d'Organisation, 2011.
- Violence(s) et société aujourd'hui, Sciences humaines éditions, 2011.
- Dictionnaire de la violence, Presses universitaires de France, 2011.
- La finance pousse au crime, Éditions Choiseul, 2011.
- The MacGraw-Hill Homeland Security Handbook, David Kamien Editor, 2012.
- Il Caso Guidici. Nicolas Guidici: la misteriosa morte del giornalista che indago sui poteri forti di francia, Alpine Studio, 2012.
- Crise financière et modèles bancaires, Réseau Financement alternatif, 2012.
- Dictionnaire historique et juridique de l'Europe, Presses universitaires de France, 2013.
- Leopoldo Franchetti, La Sicilia nel 1876. Le condizioni politiche e amministrative, introduzione di Jacques de Saint Victor, postfazione di Jean-françois Gayraud, Edizioni di storia e studi sociali, Palermo, 2013.
- Technology against Crime, Lyon, juillet 2013.
- Penser un monde nouveau. 50 entretiens politiques, L'Humanité, 2014.
- Interdisciplinary Insights on Fraud, Cambridge Scholars Publishing, 2014.
- Postface: Paradis fiscaux: enjeux géopolitiques, Vincent Piolet, éditions Technip, 2015, 2019.
- Etats de la radicalisation en France, sous la direction de Fethi Benslama, coll. Le genre humain, Le Seuil, 2019.
- Les mondes du renseignement. Approches, acteurs, enjeux, sous la direction de Paul Charon et jean-Baptiste Jeangène Vilmer, Presses Universitaires de France, 2024.
- Géopolitique du crime organisé, sous la direction de Michel Gandilhon, Gaëtan Gorce, David Wenberger, éditions Eyrolles, 2024.

### Articles
Il est l'auteur de nombreux articles parus dans les revues : Cités, Revue française de criminologie et de droit pénal, Les Cahiers de la sécurité, Politique américaine, Revue internationale de criminologie et de police technique, Sciences humaines, Sécurité globale, Historia, Défense nationale, International journal on criminology, Études, Projet, Recherches internationales, Questions internationales, Confluences, Politique internationale, Conflits, etc.

### Reportages et documentaires (interviews)
- « Les nouveaux maîtres du monde » de Jean-Luc Léon, Album Productions, 2011 (1re diffusion Canal Plus).
- « La crise : un crime en col blanc », France 2, février 2012.
- « Sport, mafia et corruption » de Hervé Martin Delpierre, Arte, mai 2012.
- « Argent sale, le poison de la finance » de Nicolas Glimois, France 5, septembre 2012.
- « Noire finance » de Fabrizio Calvi et Jean-Michel Meurice, Arte, octobre 2012.
- « Le monde d'après » de Jean-Pierre Cottet, France 3, 8 octobre 2012.
- « Infrarouge : dans le secret du crime financier », France 2, 11 juin 2013.
- « Trafics », France 5, de Frédéric Ploquin et Julien Johan, septembre 2018.